# Rynnica wierzbowa
Rynnica wierzbowa (Chrysomela collaris) – gatunek chrząszcza z rodziny stonkowatych i podrodziny Chrysomelinae.
Chrząszcz o ciele długości od 5,5 do 7,5 mm, ubarwiony granatowo z żółtoczerwonymi: wierzchołkami nasadowych członów czułków, bokami przedplecza, a czasem też częściowo odnóżami. Barwa pokryw może natomiast być błękitna, ciemnozielona, czarnofioletowa bądź czarnomiedziana. Przedplecze jest u nasady wyraźnie węższe od pokryw, a jego boczne brzegi są wałeczkowato zgrubiałe i od pozostałej jego wierzchniej strony odgraniczone bruzdą, biegnącą znacznie bliżej krawędzi niż jego środka. Brzegi boczne pokryw również są wałeczkowato pogrubione, a u wierzchołków, w kątach przyszwowych opatrzone wgłębieniem. Boczne krawędzie pokryw są z tyłu nieorzęsione, a ich epipleury z tyłu silnie zwężone. Punktowanie powierzchni pokryw jest silne i gęste, a między punktami występują delikatne zmarszczki. Odnóża mają zewnętrzne krawędzie goleni na całej długości rynienkowato wgłębione. Samca charakteryzuje stosunkowo krótkie prącie z parą wgłębień na wierzchołku płytki grzbietowej.
Owad ten zasiedla torfowiska, rozlewiska, pobrzeża wód i rowów oraz skraje wilgotnych lasów i łąk. Roślinami żywicielskimi larw i owadów dorosłych są wierzby, m.in. wierzba krucha, wierzba rokita i wierzba uszata. Żerują na liściach (foliofagi).
Gatunek palearktyczny, w Europie stwierdzony został m.in. we Francji, Holandii, Niemczech, Szwajcarii, Austrii, Włoszech, Danii, Szwecji, Norwegii, Finlandii, Łotwie, Polsce, Czechach, Węgrzech, Bośni i Hercegowinie, Serbii, Bułgarii, Albanii, Macedonii, Grecji i Rosji. Dalej na wschód sięga przez zachodnią i środkową Syberię po północny wschód Chin. W Polsce podawany jest z nielicznych lokalizacji, położonych głównie na północy i zachodzie kraju.